# Eusebio Giorno
Eusebio Giorno (barrio de Almagro, Buenos Aires, Argentina; 5 de marzo de 1902- Idem; 19 de octubre de 1969) fue un pianista, arreglador y compositor argentino.

## Carrera
Casi toda su trayectoria la vivió en Floresta, luego se radicó en la provincia de Buenos Aires, en Castelar. Se perfeccionó y recibió su diploma de profesor de piano en el Prince Georges, en el Conservatorio D'Andrea y, sus primeros pasos fueron en los cines Atenas, de  avenida Rivadavia esquina Bahía Blanca; Fénix, de avenida Rivadavia 7802 y Pueyrredón, de avenida Rivadavia 6871, donde acompañaba con el piano a las películas mudas.
Eximio pianista acompañó en distintas ocasiones a Carlos Gardel en sus ensayos. También, lo fue de otras importantes figuras, entre ellas, Azucena Maizani y Amanda Ledesma.Tuvo una destacada labor como pianista y arreglador de la orquesta de Enrique Rodríguez, desde su comienzo en 1936 hasta 1945. 
Gran intérprete de la música orquestal, compuso más de ciento treinta obras. Por un breve lapso, tuvo su propia orquesta con la que amenizó la Velada y soirée danzante del 24 y 25 de mayo de 1932, en el Club Atlético Vélez Sarsfield.
Se desempeñó como maestro concertador de la Compañía Argentina de Revistas Modernas en el Teatro Pueyrredón de Flores y fue maestro sustituto de la Compañía Argentina de Revistas Giacobino-Ruggero, en el Teatro Sarmiento. Entre 1947 y 1948, en el Teatro Apolo colaboró con por la Compañía Gregorio Cicarelli–Leonor Rinaldi–Tito Lusiardo–Juan Dardés, para la cual compuso todas las páginas musicales de dos obras: En el tiempo que había guapos y Entre locos y milongas, con el galán cantor, ´Alfredo Arrocha.
En radio colaboró con González Pulido en su recordado ciclo Chispazos de tradición, para el cual hizo el vals Sueño ingrato y la zamba Tradición (1935). También lo hizo en el radioteatro Estampas porteñas de Arsenio Mármol. También junto a Mármol, le puso música al vals Severa Villafañe y La milonga del cuartidor.
Fue de los primeros socios de la Sociedad Argentina de Autores y Compositores (SADAIC). Llevó muchísimas obras a los estudios de grabación, de la mano de los más grandes de su tiempo: Juan Maglio, Francisco Canaro, la Orquesta Típica Victor, el Trío Los Nativos, Enrique Rodríguez, Charlo, Ernesto Famá y Armando Moreno.
Luego de que Enrique Rodríguez lo obligara a dejar la orquesta que había formado junto a él en 1936, dejó de tocar el piano y entró a trabajar en la Comisión Nacional de Granos y Elevadores, del Ministerio de Agricultura de la Nación. Sus últimos años, ya jubilado, los pasó en su casa de Castelar, junto a su esposa, hijos y nietos.

## Obras
- 1941: Chunga que no chunga que sí con Mármol.
- 1940: Sangre de los jazmines con Mármol.
- 1940: Se va Pirulo, con Bigeschi.
- 1940: La calle del olvido, con la actuación de la orquesta de Enrique Saborido.
- 1939: Padre nuestro que estás en los cielos.
- 1939: Ay Catalina con Alfredo Bigeschi Moreno.
- 1939: El palacio negro.
- 1939: Romance en el mar.
- 1939: Ambición.
- 1938: Coraliyo con José López Martínez.
- 1938: La sombra vengadora.
- 1938: El valle del infierno.
- 1937: Yo no sé besar.
- 1937: Juventud.
- 1937: Sangre y nieve.
- 1937: El fantasma gris.
- 1936: Campanas de la noche.
- 1935: Tradición.
- 1935: Sueño ingrato.
- 1935: Penas y alegrías.
- 1934: Por un mantón con Hugo Zamora.
- 1932: La sevillana del barbero con Juan Venancio Clauso
- 1932: Como palo de gallinero, con Manuel Saavedra.
- 1928: Con tu mirar, grabado en discos Nacional por la orquesta de Juan Maglio con la voz de Carlos Viván. Le siguieron dos de Charlo, la primera con guitarras ese mismo año y la segunda en 1930; se destacan además, las versiones del dúo Ruiz-Acuña, la de Mario Pardo (ambas de 1929) y la de Ariel Ramírez en un solo de piano con Domingo Cura (1976).
- 1927: Anda y dale, un pasodoble que grabó Juan Maglio Pacho, en diciembre de 1929] (para Nicolás Lefcovich, en febrero de 1930).
- 1927: Rosa de pasión, con letra de Manuel Saavedra, que llevó al disco Francisco Canaro en julio de 1931.